# Post-it
En Post-it er en label, der er fabrikeret af 3M. De er oftest gule og med lim på bagsiden, så de let kan klistres på mange forskellige overflader, fx køleskabsdøre m.v.

## Links
- Post-it notes
- Post-it notes generator Arkiveret 6. november 2020 hos  Wayback Machine

- Wikimedia Commons har flere filer relateret til Post-it